# Club Deportivo Jalapa
El Club Deportivo Jalapa és un club guatemalenc de futbol de la ciutat de Jalapa.

## Història
El club va ser fundat el 10 de juliol de 1978. Ascendí a la Lliga Nacional el 2001 dirigit pel tècnic Benjamín Monterroso. Des d'aleshores ha estat tres cops campió de la copa i un cop de la lliga.

## Palmarès
- Lliga guatemalenca de futbol: 1[2]
  - Apertura 2007

- Copa guatemalenca de futbol: 1
  - 2002, 2005, 2006